# 中国自然辩证法研究会
中国自然辩证法研究会是中华人民共和国自然辩证法研究学者组成的群众性学术团体，是中国科学技术协会主管的社会团体，1981年10月在北京市成立。